# Davide Boscaro
Davide Boscaro (Padua, 13 de julio de 2000) es un deportista italiano que compite en ciclismo en las modalidades de pista y ruta. Ganó una medalla de bronce en el Campeonato Europeo de Ciclismo en Pista de 2024, en la prueba de persecución por equipos.

## Medallero internacional
| Campeonato Europeo | Campeonato Europeo       | Campeonato Europeo | Campeonato Europeo      |
| Año                | Lugar                    | Medalla            | Competición             |
| ------------------ | ------------------------ | ------------------ | ----------------------- |
| 2024               | Apeldoorn (Países Bajos) | Medalla de bronce  | Persecución por equipos |

## Palmarés
2023
- 1 etapa de la Vuelta a Formosa Internacional